# عمر العودة
عمر حمد العودة، لاعب كرة قدم سعودي في الظهير الأيمن في نادي الخليج.

## مسيرة اللاعب
مثل نادي النجمة في الفئات السنية وانتقل إلى نادي الهلال في عام 2015 و صعد للفريق الأول عام 2018 و اعير إلى نادي الفيحاء و وقع مع نادي الرائد في عام 2019 و فسخ عقده ووقع بعدها مع نادي الباطن في عام 2019 و انتقل إلى نادي الخليج في صيف 2022.

## روابط خارجية
- عمر العودة على موقع Soccerway.com (الإنجليزية)